# Fort Zeelandia (Guyana)
Pour les articles homonymes, voir Fort Zeelandia.

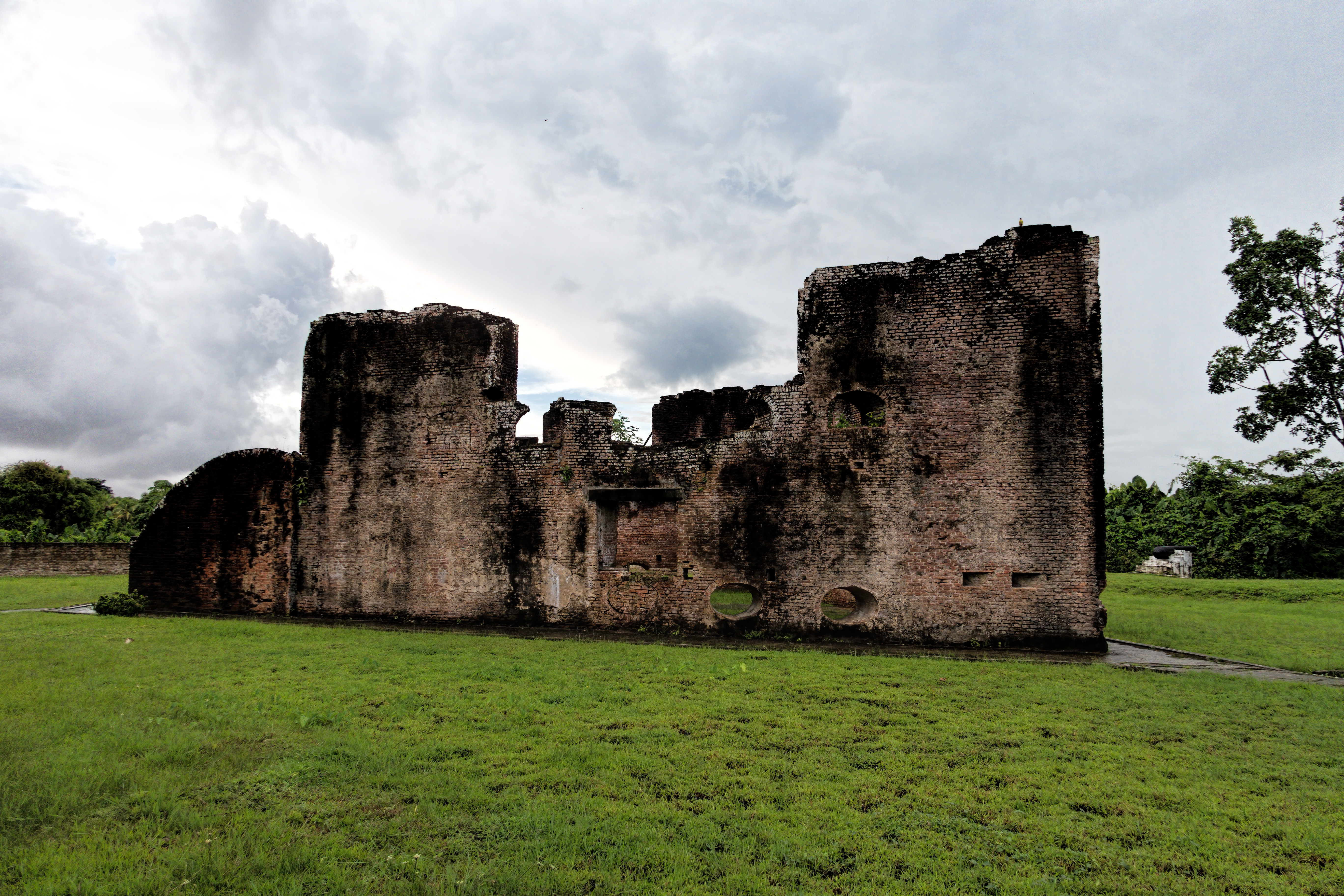
Ruines du fort Zeelandia

Fort Zeelandia est une fortification construite en 1744 à l'embouchure de l’Essequibo, sur Fort Island.

## Situation et accès
Fort Zeelandia est située sur Fort Island au Guyana.

## Origines
Le fort Zeelandia est construit en 1744 pour protéger les intérêts de la Compagnie néerlandaise des Indes occidentales contre les rivaux européens tels que les Anglais et les Français, et pour servir de forteresse contre les menaces intérieures telles que les esclaves rebelles.